# Marisol Argueta de Barillas
Pour les articles homonymes, voir Argueta.
Marisol Argueta de Barillas (née en avril 1968), est une femme politique salvadorienne. Elle est ministre des Affaires étrangères entre le 16 janvier 2008 et le 1er juin 2009. Elle succède à Francisco Laínez et Hugo Martínez prend sa suite.